# Ördög

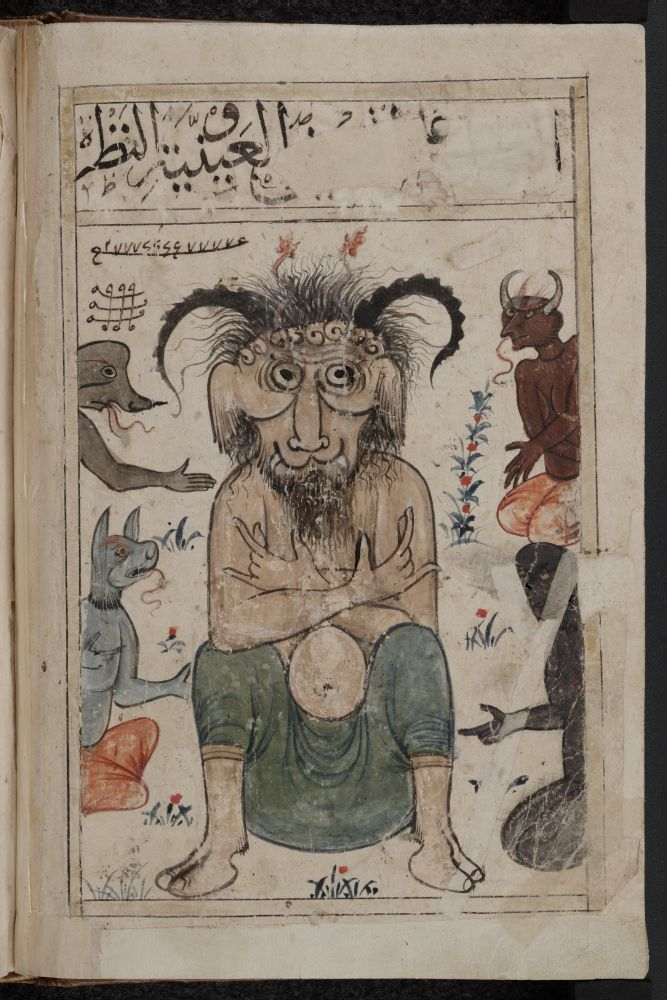
Un'illustrazione del diavolo da un manoscritto arabo del 14th secolo

L'Ördög (Ürdüng in antico ungherese ed Erlik nella mitologia turca) è una creatura demoniaca e mutaforma dalla Mitologia ungherese, padrona di tutte le forze oscure e malvagie del mondo.Dopo la cristianizzazione venne identificata con il diavolo. Nel folclore ungherese si ritiene che aiutò Dio (Isten) nella creazione del mondo.

## Aspetto
Appare come un satiro o un fauno, un uomo con le gambe da capra, corna, zoccoli, una lunga coda terminante in una lama e portante un forcone.Possiede inoltre un immenso fallo.

## Leggenda
Si dice viva all'inferno (pokol in ungherese) dove sorveglia un enorme calderone pieno delle anime dei dannati.Quando risale nel mondo dei mortali si nasconde nei muri delle sue vittime ed emette versi sinistri, oppure assume la forma di una volpe, di un fuoco nero o di un pastore per fare affari con i viventi. Il suo scopo è quello di dannare più anime possibili.